# Stazione meteorologica di Gubbio
La stazione meteorologica di Gubbio è la stazione meteorologica di riferimento per la località di Gubbio.

## Coordinate geografiche
La stazione meteorologica si trova nell'area climatica dell'Italia centrale, nell'Umbria, in provincia di Perugia, nel comune di Gubbio, a 529 metri s.l.m. e alle coordinate geografiche 43°21′N 12°35′E.

## Dati climatologici
In base alla media trentennale di riferimento 1961-1990, la temperatura media del mese più freddo, gennaio, si attesta a +4,4 °C; quella del mese più caldo, agosto, è di +22,7 °C.
| Gubbio (1961-1990)                                   | Mesi | Mesi | Mesi  | Mesi  | Mesi  | Mesi  | Mesi  | Mesi  | Mesi  | Mesi  | Mesi | Mesi | Stagioni | Stagioni | Stagioni | Stagioni | Anno   |
| Gubbio (1961-1990)                                   | Gen  | Feb  | Mar   | Apr   | Mag   | Giu   | Lug   | Ago   | Set   | Ott   | Nov  | Dic  | Inv      | Pri      | Est      | Aut      | Anno   |
| ---------------------------------------------------- | ---- | ---- | ----- | ----- | ----- | ----- | ----- | ----- | ----- | ----- | ---- | ---- | -------- | -------- | -------- | -------- | ------ |
| T. max. media (°C)                                   | 8,1  | 9,6  | 12,6  | 17,2  | 21,9  | 26,3  | 29,5  | 29,9  | 25,9  | 19,2  | 13,3 | 9,6  | 9,1      | 17,2     | 28,6     | 19,5     | 18,6   |
| T. media (°C)                                        | 4,4  | 5,6  | 8,1   | 12,1  | 16,1  | 19,9  | 22,6  | 22,7  | 19,7  | 14,5  | 9,6  | 6,1  | 5,4      | 12,1     | 21,7     | 14,6     | 13,5   |
| T. min. media (°C)                                   | 0,8  | 1,7  | 3,6   | 7,0   | 10,2  | 13,6  | 15,6  | 15,6  | 13,5  | 9,9   | 5,9  | 2,6  | 1,7      | 6,9      | 14,9     | 9,8      | 8,3    |
| Radiazione solare globale media (centesimi di MJ/m²) | 610  | 900  | 1 350 | 1 720 | 2 130 | 2 300 | 2 320 | 1 980 | 1 510 | 1 040 | 660  | 500  | 2 010    | 5 200    | 6 600    | 3 210    | 17 020 |